# Брайнін Валерій Борисович
Вале́рій Бори́сович Бра́йнін (Ві́ллі Бра́йнін, також Бра́йнін-Па́ссек і Бра́йнен; 27 січня 1948, Нижній Тагіл) — поет, перекладач, есеїст, культуролог, музикознавець, музичний педагог, винахідник, культур-менеджер, композитор.

## Сім'я та юні роки
Народився у родині австрійського поета й перекладача, політемігранта Бориса Львовича Брайніна (літ. псевдонім Sepp Österreicher, 1905—1996) і дитячого лікаря Асі Іллівни Брайнін (уродж. Пассек, 1919—2005). Батько, Борис Львович Брайнін, походить із віденської родини Брайнінів (нім. Brainin), що дала світові багатьох видатних діячів культури та науки.
В. Б. Брайнін здобув математичну (спец. мат. школа, золота медаль, призер мат. олімпіад), лінгвістичну (факультет ін. мов педінституту, не закінчив), композиторську (муз. училище, з відзнакою) та музично-педагогічну (пед. університет, із відзнакою) освіту. 1970 року був виключений із Нижньотагільського педагогічного інституту за правозахисну діяльність.
До 1970 року був керівником літературної студії Нижньотагільського міського й районного будинків піонерів і школярів, брав участь у діяльності літературної студії при Нижньотагільскій міській бібліотеці як один із чільників. Під час навчання у Свердловську (нині Єкатеринбург) був членом міського літоб'єднання, організував поетичний клуб ім. Пабло Неруди при Уральській консерваторії. У цей період авторські твори В. Б. Брайніна виконувалися на міських площадках і в ефірі Всесоюзного радіо на радіостанції «Юність». Після переїзду до Москви його твори виконувались на відомих сценах, в тому числі й у Большому театрі (струнний квартет № 2 на концерті молодих композиторів у Бетховенському залі, виконаний солістами оркестру Большого театру). Створював вокальну, камерну та симфонічну музику, музику для театру.
Діти В. Б. Брайніна — психолог Андреєва Кристина Валеріївна (1971—1997), музичний педагог Брайнін Агата Валеріївна (1973), Брайнін Віллі (молодший) (William Braynen, 1977, вивчає політичну філософію, живе у США). Сестра В. Б. Брайніна, Лідія (1950), живе у США.

## Видатні родичі
- Макс Брайнін, австрійсько-американський рекламний графік
- Норберт Брайнін[ru], австрійсько-британський скрипаль, засновник квартету «Амадеус»
- Рувім Брайнін[ru] єврейський публіцист та громадський діяч
- Харальд Брайнін[ru] австрійський поет і письменник
- Фріц Брайнін, австрійсько-американський поет
- Елізабет Брайнін[de] австрійський психоаналітик та вчений

див. також Брайнін.

## Літературна діяльність
Член Московського клубу «Поезія» («метареаліст другого призову», за визначенням Ю. Арабова). Перша публікація (Ленінградський журнал «Костёр», 1965) відбулася за підтримки тодішнього редактора відділу Л.Лосева. Наступна публікація відбулася через 14 років («Московский комсомолец») і супроводжувалася відгуком А.Тарковського, тривале спілкування з яким справило на Брайніна помітний вплив. Третя публікація відбулася ще через 10 років («Дружба народов»). Із 1990 року публікувався в журналах «Знамя», «Новый мир», «Арион», «Огонёк», «Грани», «Partisan Review» й ін., в антологіях «Строфы века» (упор. Є.Євтушенко) і «Строфы века-2» (упор. Е.Вітковський). Регулярні виступи з есеями на радіо «Свобода» та Бі-бі-сі (1991—2000).
- Брайнин-Пассек, В. К нежной варварской речи. Стихотворения. Составитель Михаил Безродный. Предисловие Юрия Арабова. — СПб.: Алетейя, 2009. — 94 c. — (Серия «Русское зарубежье. Коллекция поэзии и прозы»). ISBN 978-5-91419-277-5

## Музично-педагогічна та наукова діяльність
Автор музично-педагогічної системи «Розвиток музичного інтелекту у дітей»,

 що ґрунтується на ідеях семіотики, теорії інформації, структурної лінгвістики, дитячої психології (Ж.Піаже, Л.Виготський), а також на ідеях, які інспіруються практичними методами розвитку музикального слуху й музичного мислення: «абсолютне» сольфеджіо, релятивна сольмізація Джона Кьорвена, Агнес Хундеггер, Золтана Кодая, Карла Орфа, Ріхарда Мюнніха, естонського хормейстера Хейно Кальюсте (Heino Kaljuste), Едвіна Гордона, ритмічна сольмізація Galin-Paris-Chevé. Основною метою системи Брайніна є розвиток випереджувального (прогнозуючого) музичного сприйняття у потенціального слухача серйозної музики і/або професіонального музиканта. Крім того, він є відомим дитячим фортепіанним педагогом. Серед учнів Брайніна є лауреати національних і міжнародних конкурсів.

Автор концепції еволюції музичної звуковисотної системи й походження мікрохроматики.
Автор концепції взаємооднозначної відповідності кольорів спектра і ступенів модальних ладів (див. Кольоровий слух).
Автор культурологічної концепції «Нова класика».

Наукові праці й есеї опубліковано в Австрії, Німеччині, Італії, Малайзії, Нідерландах, Росії, Україні, Франції, ПАР.
Архів В. Б. Брайніна зберігається в Бременському університеті.

## Професійна та громадська діяльність
З 1974 до 1990 р. викладав за своєю методикою в Тираспольському музичному училищі та в Московській середній спеціальній музичній школі їм. Гнесіних.
Запрошений професор Віденської Вищої школи музики та мистецтва виконання (1992), Вищої школи музики «Моцартеум» у Зальцбурзі (1993), Центра з дослідження музичної дидактики(італ.) у Флоренції (1992—1995), Колумбійського технолого-педагогічного університету (2005) та ін.
Ініціатор, організатор, координатор журі міжнародного конкурсу музикантів-виконавців Classica Nova™ (музика XX сторіччя, перший конкурс присвячено пам'яті Шостаковича, Ганновер 1997, визнаний Книгою рекордів Гіннеса як найбільший музичний конкурс).
З 2004 р. — президент РЗСІСМЕ (Російської загальнонаціональної секції ІСМЕ). (ISME — International Society for Music Education — Міжнародне товариство музичної освіти при Музичній раді ЮНЕСКО.) Сприяв відновленню традиції, що була перервана за розпаду СРСР, коли припинила існування радянська секція ІСМЕ, заснована Д. Б. Кабалевським.
Віце-президент Ганноверського Толстовського фонду.
Керівник науково-методичної лабораторії «Нові технології музичної і муз.-пед. освіти» Московського педагогічного держ. університету. Артистичний директор мережі музичних шкіл ФРН.

## Наукові товариства та творчі спілки
- Дійсний член (академік) Міжнародної академії наук педагогічної освіти [Архівовано 5 червня 2009 у Wayback Machine.]
- Член Deutsche Gesellschaft für Musikpsychologie [Архівовано 21 лютого 2009 у Wayback Machine.](нім.)(англ.)
- Член Deutscher Tonkünstlerveband [Архівовано 9 травня 2008 у Wayback Machine.](нім.)
- Член International Society for Music Education [Архівовано 19 липня 2008 у Wayback Machine.](англ.)

## Відгуки
- А.Тарковський. Вставка до публікації в «Московском комсомольце» й до неопублікованої тоді ж публікації в «Литературной газете» (1979, факсиміле) [Архівовано 13 листопада 2012 у Wayback Machine.]
- Д.Ліхачов. Лист до мера Москви Гавриїла Попова (1989, факсиміле) [Архівовано 13 листопада 2012 у Wayback Machine.]
- В.Медушевський.[36] Рецензія на «Курс музичної мови» В.Брайніна (1990, факсиміле) [Архівовано 8 березня 2016 у Wayback Machine.](рос.)
- С.Губайдуліна. Передмова до «Курсу музичної мови» В.Брайніна (1991, факсиміле) (1-а сторінка) [Архівовано 9 березня 2016 у Wayback Machine.], (2-а сторінка) [Архівовано 14 грудня 2003 у Wayback Machine.]
- Н.Кононов. Виступ у Музеї Ахматової в C.-Петербурзі 4 червня 2003 [Архівовано 4 грудня 2008 у Wayback Machine.](рос.)
- О.Кушнер. Передмова до публікації віршів В.Брайніна-Пассека в «Журнальному залі» [Архівовано 31 жовтня 2013 у Wayback Machine.](рос.)

## Інші джерела
- http://brainin.org/Brainin/russian.html [Архівовано 29 квітня 2009 у Wayback Machine.]
- http://brainin.org/Literary/ [Архівовано 23 вересня 2011 у Wayback Machine.]
- Who is Who in Deuschland und Österreich (нім.)
- Огрызко В. В. Русские писатели. Современная эпоха. — М., Литературная Россия, 2004
- Чупринин С. Русская литература сегодня. Зарубежье. — М., Время, 2008, ISBN 978-5-9691-0292-7 (також онлайн http://fictionbook.ru/author/sergeyi_chuprinin/zarubeje/ [Архівовано 6 червня 2013 у Wayback Machine.] (рос.))
- The American Bibliography of Slavic and East European Studies 1994 by Maria Gorecki Nowak. — Publisher: M. E. Sharpe, 1997. ISBN 978-1563247514